# Keith Hamilton Cobb
Keith Hamilton Cobb (ur. 28 stycznia 1962 w Sleepy Hollow, w stanie Nowy Jork) – amerykański aktor telewizyjny, teatralny i filmowy. 

## Życiorys

### Wczesne lata
Urodził się w Sleepy Hollow, w stanie Nowy Jork jako jedyny syn Jamesa Cobba, inżyniera mechanicznego, i Mary Lane Cobb, lekarki. Dorastał wraz z dwiema siostrami - Pamelą i Lane - w Tarrytown w stanie Nowy Jork, gdzie uczęszczał do Sleepy Hollow High School i Westchester Community College. W 1987 ukończył studia na wydziale sztuki Tisch School przy Uniwersytecie Nowojorskim. Uczył się także w Circle in the Square Theatre School i Playwrights Horizons Theater School.

### Kariera
Swoją przygodę z aktorstwem rozpoczął na nowojorskiej scenie The Actors Theatre of Louisville, The Huntington Theatre Company, North Shore Music Theatre, a także podczas The New Jersey Shakespeare Festival w przedstawieniach szekspirowskich: Romeo i Julia jako Tybalt, Juliusz Cezar w roli Oktawiusza, Otello, Cymbelin, Hamlet, Koriolan i Sen nocy letniej. 
Po swoich debiutanckich rolach kinowych w niezależnym filmie Astonished (1988), zagrał postać Jezusa w filmie Oczy poza obserwacją (Eyes Beyond Seeing, 1995). Następnie trafił na szklany ekran w sitcomie NBC Bajer z Bel-Air (The Fresh Prince of Bel-Air, 1995) z Willem Smithem. 
Sławę zdobył w roli Noaha Keefera w operze mydlanej ABC Wszystkie moje dzieci (All My Children, 1994-1996), która przyniosła mu dwukrotnie nagrodę Soap Opera Digest, w tym w kategorii „najgorętszy romans” z Sydney Penny, i nominację do nagrody Emmy. W 1996 został wybrany jednym z 50. najpiękniejszych ludzi świata według magazynu „People”. Pojawił się w dwóch odcinkach serialu Władca zwierząt (BeastMaster, 1999, 2000) z Danielem Goddardem. 
Popularnością cieszyła się także rola Tyra Anasazi w serialu sci-fi Andromeda (2000-2003) u boku Kevina Sorbo oraz kreacja Damona Portera w operze mydlanej CBS Żar młodości (The Young and the Restless, 2003-2005). Pojawił się także w serialu CBS CSI: Kryminalne zagadki Miami (CSI: Miami, 2007) jako adwokat Oscara.

## Życie prywatne
W 2010 w wywiadzie udzielonym magazynowi „People” wyjawił, że jest homoseksualistą.

## Filmografia

### Filmy
- 1989: Cold Light of Day jako Billy
- 1989: American Experience (film dokumentalny TV) jako Felix
- 1990: Astonished jako Simon
- 1995: Oczy poza obserwacją (Eyes Beyond Seeing) jako Jezus

### Seriale TV
- 1994-1996: Wszystkie moje dzieci (All My Children) jako Noah Keefer
- 1995: Bajer z Bel-Air (The Fresh Prince of Bel-Air) jako Royce
- 1999: A teraz Susan (Suddenly Susan) jako dr Michael Karpe
- 1999: Pamięć absolutna 2070 (Total Recall 2070) jako Dilah
- 1999, 2000: Władca zwierząt (BeastMaster) jako Akile / ojciec Akile
- 2000-2003: Andromeda jako Tyr Anasazi
- 2003: Strefa mroku (The Twilight Zone) jako komandor Skyles
- 2003-2005: Żar młodości (The Young and the Restless) jako Damon Porter
- 2007: CSI: Kryminalne zagadki Miami (CSI: Miami) jako adwokat Oscara